# La Romance des amoureux
Pour plus de détails, voir Fiche technique et Distribution.
La Romance des amoureux (Романс о влюбленных, Romans o vlyublyonnykh) est un film soviétique réalisé par Andreï Kontchalovski, sorti en 1974.

## Synopsis
Sergeï et Tanya vivent une relation amoureuse tandis que le premier, membre de la marine militaire, disparait lors d'une opération de sauvetage. 

## Fiche technique
- Titre original : Романс о влюбленных (Romans o vlyublyonnykh)
- Titre français : La Romance des amoureux[1]
- Réalisation : Andreï Kontchalovski
- Scénario : Evgueni Grigoriev
- Musique : Alexandre Gradski
- Pays d'origine : URSS
- Format : Couleurs - 35 mm - 2,20:1
- Genre : drame, musical, romance
- Durée : 135 minutes
- Date de sortie : 1974

## Distribution
- Evgueni Kindinov : Sergueï Nikitine
- Elena Koreneva : Tanya
- Innokenti Smoktounovski : trompettiste
- Irina Kupchenko : Liuda
- Elizaveta Solodova : mère de Sergueï
- Iya Savvina : mère de Tanya
- Vladimir Konkin : le plus jeune frère de Sergueï
- Aleksandr Zbruev : Igor Wolgin
- Roman Gromadskiy : Albatros
- Nikolaï Grinko : Vice-Admiral
- Ivan Ryzhov : Wassili Wassilewitch
- Aleksandr Samoylov : frère de Sergueï
- Ekaterina Mazourova : grand-mère de Tanya

## Musique
La bande originale est composée par Alexandre Gradski qui interprète lui-même toutes les chansons chantées par des hommes.

## Récompense
- Festival de Karlovy Vary 1974 : Globe de cristal du meilleur film.